# Pterophthirus
Pterophthirus ist eine Gattung in Südamerika vorkommender Tierläuse, die als Ektoparasiten Stachelratten und Meerschweinchen befallen. Typart ist Pterophthirus alata.

## Merkmale
Die Antennen haben keine seitlichen Fortsätze und zeigen keine Geschlechtsunterschiede. Die Abdominalsegmente der Weibchen tragen rückenseitig drei Querreihen von Borsten (Setae). Die zweite abdominale Sternalplatte ist ungeteilt. Das zweite Pleuralplattenpaar ist ungelappt, aber groß und flügelartig. Die Pleuralplatten tragen kleine, dornenartige Setae nahe ihres rückenseitigen Rands.

## Arten
Zur Gattung gehören folgende Arten:
- Pterophthirus alata Ferris, 1921
- Pterophthirus audax Ferris, 1921
- Pterophthirus imitans Werneck, 1942
- Pterophthirus splendida Johnson, 1972
- Pterophthirus wernecki Guimaraes, 1950